# Цар се забавља
„Цар се забавља“ је југословенски филм из 1975. године. Режирао га је Берислав Макаровић, а сценарио је писао Гојко Шобота.

## Улоге
| Глумац           | Улога |
| ---------------- | ----- |
| Божидар Бобан    |       |
| Ета Бортолаци    |       |
| Златко Црнковић  |       |
| Вања Драх        |       |
| Изет Хајдархоџић |       |
| Драго Крча       |       |
| Јован Личина     |       |
| Тонко Лонза      |       |
| Ива Марјановић   |       |
| Владимир Медар   |       |
| Божидар Смиљанић |       |